# La Llorona (album)
Pour les articles homonymes, voir La Llorona (homonymie).
Albums de Lhasa de Sela
The Living Road
(2003)
La Llorona (signifiant en français : la Pleureuse) est le premier album de la chanteuse Lhasa sorti le 2 avril 1998 sur le label WEA.

## Historique
La Llorona est le premier album de la chanteuse Lhasa, écrit en collaboration avec son guitariste Yves Desrosiers, qui par ailleurs en est également le producteur. Il correspond au besoin de Lhasa d'exprimer et d'explorer ses racines mexicaines, pays dont elle dit alors avoir la nostalgie.
Cet album a connu un grand succès public avec plus de 400 000 exemplaires vendus en France et au Canada[réf. nécessaire]. Par ailleurs, il a atteint la 25e position du palmarès français lors de sa sortie et est resté classé 62 semaines au total.

## Liste des titres
| No  | Titre               | Auteur                                             | Durée      |
| --- | ------------------- | -------------------------------------------------- | ---------- |
| 1.  | De cara a la pared  | Lhasa de Sela et Yves Desrosiers                   | 4 min 16 s |
| 2.  | La Celestina        | Lhasa de Sela et Yves Desrosiers                   | 4 min 47 s |
| 3.  | El desierto         | Lhasa de Sela et Yves Desrosiers                   | 3 min 54 s |
| 4.  | Por eso me quedo    | Lhasa de Sela et Yves Desrosiers                   | 3 min 51 s |
| 5.  | El payande          | traditionnel arr. Lhasa de Sela et Yves Desrosiers | 3 min 31 s |
| 6.  | Los peces           | traditionnel arr. Lhasa de Sela et Yves Desrosiers | 3 min 53 s |
| 7.  | Floricanto          | Lhasa de Sela, Alex de Sela, et Yves Desrosiers    | 4 min 10 s |
| 8.  | Desdeñosa           | Miguel Paz                                         | 4 min 35 s |
| 9.  | El pájaro           | Lhasa de Sela et Yves Desrosiers                   | 3 min 58 s |
| 10. | Mi vanidad          | Lhasa de Sela et Yves Desrosiers                   | 4 min 13 s |
| 11. | El árbol del olvido | Alberto Ginastera et Fernán Silva Valdés (es)      | 3 min 13 s |

## Graphisme
L'ensemble des dessins, et surtout la célèbre pochette de l'album, sont des œuvres de Lhasa de Sela.